# Chima Akas
Chima Uche Akas (Ibadan, 3 maggio 1994) è un calciatore nigeriano, difensore del Khitan.